# Evangelische Kirche Kraslice

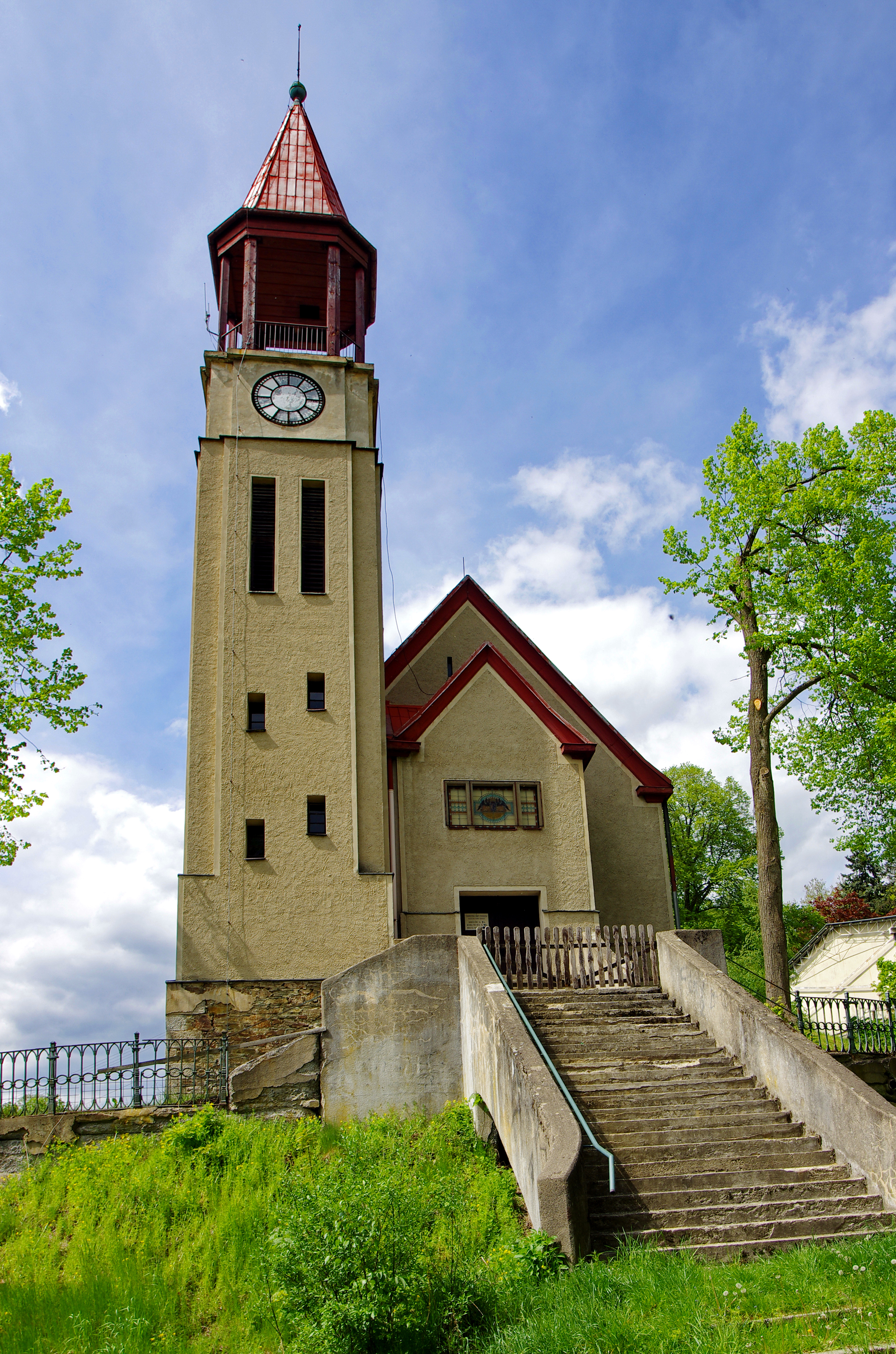
Evangelische Kirche von Graslitz

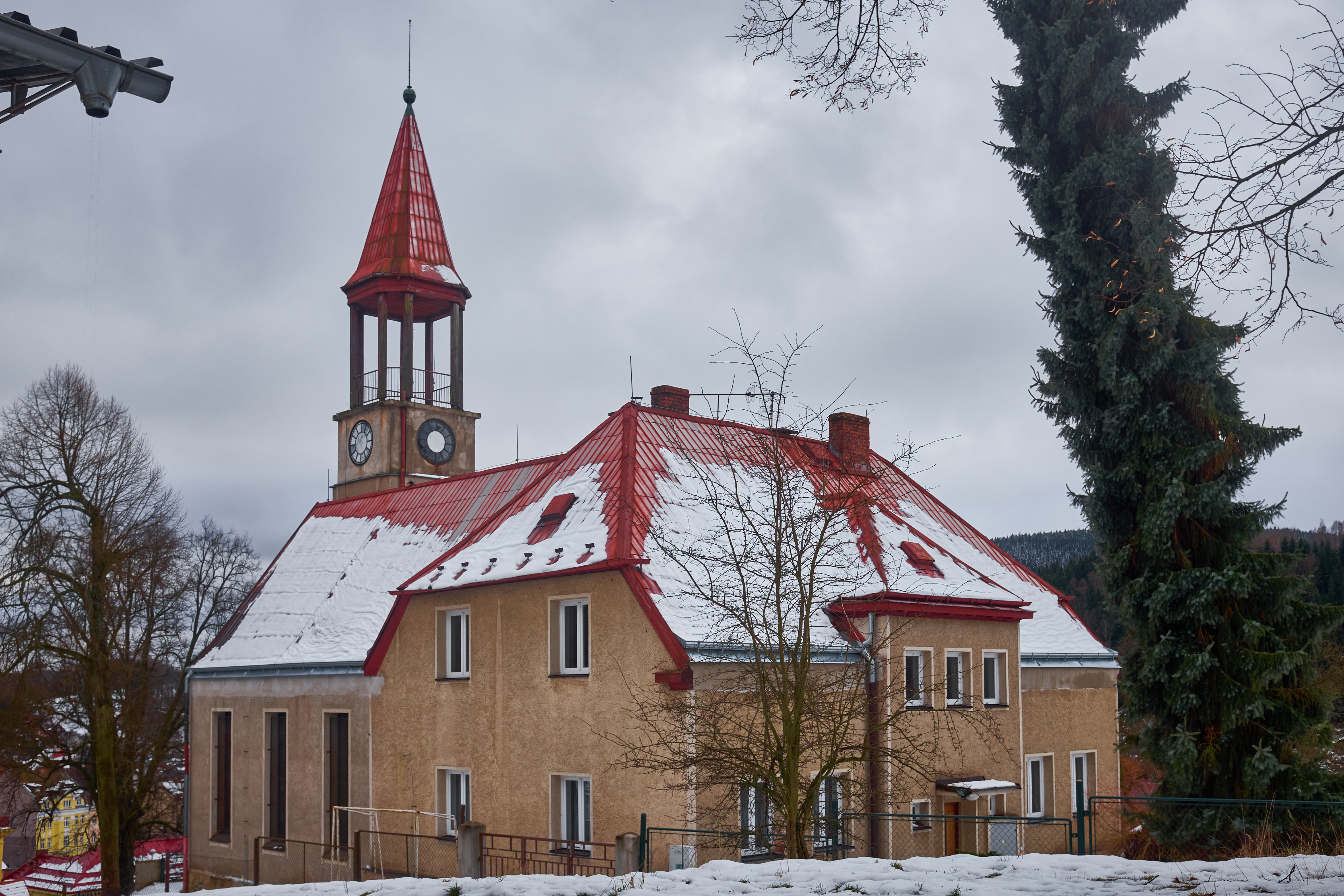
Das rückseitig angebaute Pfarrhaus

Die Evangelische Kirche ist die evangelische Kirche von Kraslice (deutsch: Graslitz), einer zum Bezirk Sokolov in der Karlsbader Region im Westen Tschechiens gelegenen Stadt.

## Geschichte
Die Stadt Graslitz hatte im 16. Jahrhundert den evangelischen Glauben angenommen, doch war die Bewegung mit dem Beginn des Dreißigjährigen Kriegs unterdrückt worden. Erst im Zuge der Industrialisierung und damit dem vermehrten Zuzug evangelischer Arbeitskräfte aus Sachsen, und unterstützt durch die auf die Evangelisation mehrheitlich katholischer Regionen ausgerichtete Los-von-Rom-Bewegung bildete sich 1899 in Graslitz wieder eine evangelisch-lutherische Kirchengemeinde. Nachdem der Auftrag zum Neubau einer Pfarrkirche zunächst an den Plauener Architekten Fritz Kohl ergangen war, vermittelte der Leipziger Gustav-Adolf-Verein, der auch einen Großteil der Baukosten übernahm, das Projekt an den Berliner Architekten Otto Bartning. Die Grundsteinlegung fand im Juli 1911 statt, und bereits ein Jahr später, am 7. Juli 1912, konnte die Einweihung begangen werden.
Seit 1945 gehört die Kirche als Predigtstelle von Sokolov der Evangelischen Kirche der Böhmischen Brüder an.

## Architektur
Bei seinem Graslitzer Projekt vereinigte Bartning, wie bei anderen seiner zeitgleichen Kirchenbauten, Kirche und Pfarrhaus, das als Quertrakt rückwärtig angefügt ist, zu einem Bautenensemble. Die erhöht oberhalb der Stadt gelegene Kirche selbst ist als eine einfache Saalkirche unter einem Satteldach gestaltet. Vorgesetzt ist dem Bauwerk eine übergiebelte Vorhalle, seitlich von ihr der kubisch gegliederte und mit einer offenen Glockenstube versehene, mit einem einfachen Zeltdach abschließende Kirchturm.